# المغول (فلم)
المغول (الروسية: Монгол) هي فيلم ملحمي روسي أنتج عام 2007م، وفاز بعدة جوائز، ومنها جائزة نيكا عام 2008م، وكما رشحت لجائزة الأوسكار عام 2008م.

## قائمة الممثلين
- تادانوبو أسانو بدور جنكيز خان.
- صن هونغلي بدور جاموقا.
- تشولونس خولان بدور بورتي.

## وصلات خارجية
- الموقع الرسمي
- Mongol على موقع أول موفي.
- مقالات تستعمل روابط فنية بلا صلة مع ويكي بيانات